# Cardiapoda richardi
Cardiapoda richardi là một loài sea gastropod, là động vật thân mềm chân bụng sống ở biển trong họ Carinariidae.